# Жолек
Жолек (каз. Жөлек) — село в Чиилийском районе Кызылординской области Казахстана. Административный центр Жолекского сельского округа. Код КАТО — 435245100.

## Население
В 1999 году население села составляло 1548 человек (792 мужчины и 756 женщин). По данным переписи 2009 года, в селе проживало 1611 человек (798 мужчин и 813 женщин).